# 鼎湖上素
鼎湖上素是一道著名粵菜，是西園酒家的代表菜，因由鼎湖山慶雲寺老和尚傳授，故名，再由主廚八卦田創製，製作工序極為繁複，用料亦難以收集齊全。用上冬菇、口蘑、草菇、銀耳、榆耳、黃耳、桂花耳、石耳、木耳、竹笙、炸生根、白果、鮮蓮子、鮮百合、冬筍或竹筍等材料，以素上湯(以乾冬菇菌柄、乾草菇為主，輔以黃豆、紅棗、糖、鹽、薑、白胡椒等煮成湯)分別煮熟，再以大火同炒。